# Санйо (посада)
Санйо́ (яп. 参与, さんよ, «той, хто бере участь») — одна з трьох посад в центральному уряді Японії на початку реставрації Мейдзі. В західній історіографії перекладається як «молодший радник».

## Короткі відомості
Посада молодшого радника була заснована 3 січня 1868 року указом про реставрацію Імператорського правління. Вона надавалася підданим Імператора невисокого соціального статусу, зазвичай, самураям певних ханів. 
Особи, які отримали цю посаду за приналежність до двірцевої аристократії, називалися «верхніми молодшими радниками»; особи, які отримали її в результаті підвищення по службі, називалися «нижніми молодшими радниками». Остання група була найчисельнішою і найактивнішою. Її складали переважно вихідці з Тьосю-хану, Сацума-хану, Тоса-хану і Саґа-хану. Вона відігравала роль локомотиву реставрації Мейдзі.
Молодші радники формували верхню палату Законодавчої ради, яка займалася випрацюванням і прийняттям законів.
Після набуття чинності указу про форму державного правління 17 червня 1868 року, система трьох посад була скасована. Проте до червня 1869 року молодші радники залишалися членами верхньої палати Законодавчої ради.